# Eilfried
Eilfried ist ein althochdeutscher männlicher Vorname und bedeutet schneidiger Friede. Er setzt sich aus „agal“ (= Spitze/Schneide einer Waffe) und „fridu“ (= Friede) zusammen.

## Bekannte Namensträger
- Eilfried Huth (* 1930), österreichischer Architekt

## Belege
1. ↑  Eilfried, abgerufen am 10. Mai 2024.